# Movistar Fórmula 1
Movistar Fórmula 1 fue un canal de televisión por suscripción español, propiedad de Telefónica y disponible a través de Movistar+ exclusivamente para sus clientes del servicio Fusión. Fue un canal de producción propia de Movistar para seguir en directo los entrenamientos libres, las sesiones de clasificación y las carreras del campeonato mundial de Fórmula 1. Aunque desde la temporada 2016 fue el único canal en el que poder seguir en directo todos los Grandes Premios en España, no es hasta la temporada 2018 cuando Movistar se hace con el monopolio de la competición.

## Historia
Movistar Fórmula 1 comenzó sus emisiones el 12 de marzo de 2014, cuando Telefónica compra los derechos de las temporadas de 2014 hasta 2017 de la Fórmula 1. Contó también con una versión en alta definición (HD) Movistar Fórmula1 HD y en UltraHD/4K desde octubre de 2018 hasta diciembre de 2023 debido a la adquisición de los derechos de la F1 en exclusiva por parte de DAZN.
A partir del 8 de julio de 2015 el canal también está disponible en Movistar+ en dispositivos.
En Andorra se encuentra disponible en el dial 231 en la plataforma Som Televisió de Andorra Telecom.

### Temporada 2016: Cambios
En la temporada 2016 el equipo y el modelo de retransmisiones del canal sufrieron cambios importantes. Se dejó de viajar a todos los Grandes Premios y las retransmisiones se hacían desde el plató de Madrid en Tres Cantos. Iñaki Cano Martínez se incorporó al equipo ejerciendo de presentador de los previos y post de las sesiones, Josep Lluís Merlos seguiría siendo el narrador de la Fórmula 1, acompañado nuevamente por Joan Villadelprat y de Pedro de la Rosa, que llegó proveniente del equipo de retransmisiones de la F1 de Antena 3.
A partir del 1 de agosto de 2016, cumpliendo un año de la plataforma, contrajo una nueva identidad visual de la plataforma y del mismo canal.
En diciembre del año 2016 Movistar Fórmula 1 anunció que Josep Lluís Merlos (narrador) y Joan Villadelprat (comentarista) dejarían de ser trabajar en el canal tras 3 temporadas siendo dos de las caras principales. El nuevo equipo de retransmisiones para la temporada 2017 estaría formado por Miguel Portillo (periodista) como narrador, Pedro de la Rosa (ya presente desde 2016) y Toni Cuquerella.

### Temporada 2017
Desde el 9 de marzo de 2017, Movistar Fórmula 1 y Movistar MotoGP pueden verse también en la plataforma de pago Vodafone TV por una resolución de la CNMC que obligaba a ceder a Telefónica parte de sus derechos de emisión.

### Temporada 2018: Novedades importantes y la vuelta de Antonio Lobato
En enero de 2018 se anuncia que Movistar Fórmula 1 renovaría los derechos televisivos manteniendo la exclusiva de la F1, la F2, la F3 y la Porsche Supercup en España hasta 2020.
En febrero de 2018 anuncian que Antonio Lobato volvería a narrar la F1 en su cuarta cadena de televisión, relegando a Miguel Portillo a las labores de comentarista de la F2, F3 y Porsche Supercup.
El 18 de octubre de 2018 lanzaron la versión en ultra alta definición (UHD o 4K) del canal (Movistar Fórmula 1 UHD), que estuvo disponible a través de fibra óptica en el dial 443. El primer fin de semana de carreras que se emitió en 4K fue el del GP de Estados Unidosy a partir de ese todos excepto el de Brasil fueron emitidos en 4K /Ultra HD. Su final en 2023 por la adquisición en exclusiva por parte de DAZN conllevó numerosas críticas.

### Temporada 2019
El 24 de abril de 2019 anunciaron que Antonio Lobato sería el encargado de narrar las 500 Millas de Indianápolis del próximo 26 de mayo, prueba en la cual participará Fernando Alonso, y que además de emitirse en Movistar Fórmula 1 lo hará también en #Vamos. Finalmente no fue así y la prueba se emitió en exclusiva en Movistar Fórmula 1 y fue Raúl Benito quién la narró, todo esto motivado por la ausencia de Fernando Alonso en la misma.

### Temporada 2020
El 9 de octubre de 2020 Movistar+ oficializó la renovación de los derechos televisivos manteniendo la exclusiva de la F1, la F2, la F3 y la Porsche Supercup en España hasta la finalización de la temporada 2023.
El 20 de enero de 2021, Telefónica y DAZN alcanzaron un acuerdo por el cual compartiría con DAZN los derechos de retransmisión de la Fórmula 1 en España hasta 2023 (aunque toda la producción fuese de Movistar), finalizando las emisiones de Movistar Fórmula 1 el 28 de febrero de 2021 siendo sustituido por DAZN F1.

## Competiciones y derechos
| Campeonato                        | Sesiones                                                |
| --------------------------------- | ------------------------------------------------------- |
| Fórmula 1                         | Rueda de prensa, FP1, FP2, FP3, clasificación y carrera |
| Campeonato de Fórmula 2 de la FIA | Clasificación, carrera larga y carrera corta            |
| Campeonato de Fórmula 3 de la FIA | Clasificación, carrera 1 y carrera 2                    |
| Porsche Supercup                  | Clasificación y carrera                                 |
| IndyCar Series                    | 500 Millas de Indianápolis                              |

## Programas
| Programa            | Duración   | Emisión                                                  | Descripción |
| ------------------- | ---------- | -------------------------------------------------------- | --- |
| Gran Prix           | 30 minutos | Lunes antes del GP a las 21:30h                          | Un repaso a los mejores momentos de cada uno de los Grandes Premios de Fórmula 1. |
| Especiales F1       | 30 minutos | Lunes antes del GP a las 22:00h                          | Reportajes varios sobre todo lo relacionado con el mundo de la Fórmula 1. |
| Súbete a la F1      | 15 minutos | Lunes después del GP a las 21:30h                        | Desde el punto de vista de las 'onboard', un repaso con sonido ambiente cada uno de los Grandes Premios de la Fórmula 1. |
| El Podio del GP     | 30 minutos | Lunes después del GP a las 21:45h                        | El mejor resumen de todo lo acontecido durante cada Gran Premio de Fórmula 1: los momentos más destacados de la carrera, los mejores adelantamientos, las declaraciones de los protagonistas, las opiniones de los especialistas y todas las imágenes no vistas durante el fin de semana. |
| Las Radios del GP   | 5 minutos  | Lunes después del GP a las 22:15h                        | Resumen de la carrera desde el punto de vista de las comunicaciones de radio de los pilotos y equipos. |
| #Vamos sobre ruedas | 1 hora     | Todos los martes a las 22:30h                            | Programa especial de cada uno de los Grandes Premios: con Pedro de la Rosa, Toni Cuquerella y Antonio Lobato analizamos todo lo que se vive sobre la pista. |
| Hora de F1          | 30 minutos | Miércoles, jueves y viernes de semana de GP a las 21:30h | Toda la información y la actualidad de la temporada de Fórmula 1 contada en 30 minutos. |
| El Ojo de Fábrega   | 15 minutos | Jueves de semana de GP a las 21:45h                      | Análisis de Albert Fábrega sobre las novedades de los F1: bajo la visión de Albert se muestra lo que ocurre en los boxes de los equipos, las innovaciones que nos encontramos en la pista o los cambios en los trazados.                                                                  |
| Fuera de Pista      | 30 minutos | Jueves de semana de GP a las 22:00h                      | Programa de reportajes vinculado a la actualidad de cada uno de los Grandes Premios donde se repasan los aspectos más destacables de la historia de la Fórmula 1. |
| Carreras históricas | Variable   | Todos los días                                           | Este espacio repasa los grandes premios que hicieron historia emitiendo las mejores carreras del archivo histórico de la Fórmula 1. |
| Previas y posts     | 1-2 horas  | Viernes, sábados y domingos de semana de GP              | Análisis previo y posterior a la disputa de las diferentes sesiones de un Gran Premio. |

## Rostros del canal
| Nombre                    | Apariciones  | Puesto |
| ------------------------- | ------------ | --- |
| Antonio Lobato            | Todos los GP | Narrador de las sesiones de entrenamientos libres (FP1, FP2 y FP3), clasificaciones y carreras de Fórmula 1, analista en los previos y post de clasificación y carrera y presentador de Vamos sobre ruedas. |
| Pedro Martínez de la Rosa | Todos los GP | Comentarista de las sesiones de clasificación y carreras de Fórmula 1, analista en los previos y post de clasificación y carrera (siempre que no coincidan con un Gran Premio de Fórmula E) y analista de Vamos sobre ruedas. |
| Toni Cuquerella           | Todos los GP | Comentarista de la tercera sesión de entrenamientos libres (FP3), clasificaciones y carreras de Fórmula 1, analista en los previos y post de clasificación y carrera (siempre que no coincidan con un Gran Premio de Fórmula E), y analista de Vamos sobre ruedas. |
| Iñaki Cano Martínez       | Todos los GP | Presentador de los previos y post de clasificación y carrera. |
| Albert Fàbrega            | Todos los GP | Reportero en el pit-lane en todas las sesiones de entrenamientos libres FP1 y FP3 y la mayoría de FP2. Analista en los previos de las sesiones de entrenamientos libres, clasificación y carrera. Entrevistas en los previos y post de clasificación y carrera. Además, cada jueves realiza el Ojo de Fábrega, un programa dónde Albert enseña todos los rincones de cada circuito del campeonato mundial de Fórmula 1. |
| Noemí de Miguel           | Todos los GP | Presentadora de los previos de los entrenamientos libres. Reportajes en los previos de clasificación y carrera. Entrevistas en los previos de clasificación y carrera, y en el corralito tras la clasificación y la carrera. |
| Miguel Portillo           | Todos los GP | Analista en los previos y post de clasificación y carrera. Reportero en el pit-lane en algunas sesiones de entrenamientos libres FP2. |
| Marc Gené                 | Todos los GP | Reportero en el pit-lane en todas las sesiones de entrenamientos libres (FP1, FP2 y FP3). Analista en los previos de FP2, clasificación y carrera, así como en los post de clasificación y carrera. Comentarista desde el box del equipo Ferrari en algunas clasificaciones y carreras. |
| Andrea Ballester          | Algunos GP   | Colaboradora en el programa Vamos sobre ruedas. |
| Raúl Benito               | Todos GP     | Narrador de la IndyCar Series. |
| Roldán Rodríguez          | Todos GP     | Comentarista de la Fórmula 2, Fórmula 3, Porsche Supercup y IndyCar Series. Analista en algunos previos de clasificación y carrera de Fórmula 1. Además, realiza los cometidos de Pedro de la Rosa |
| Cristóbal Rosaleny        | Algunos GP   | Comentarista en la mitad de las sesiones de entrenamientos libres de los viernes de Fórmula 1 (FP1 y FP2), además de la Fórmula 2, Fórmula 3 y Porsche Supercup. Analista en algunos previos de clasificación y carrera. Además, realiza los cometidos de Toni Cuquerella cuando este tiene compromisos profesionales con la Fórmula E.                                                                                 |
| Jacobo Vega               | Algunos GP   | Comentarista en la mitad de las sesiones de entrenamientos libres de los viernes de Fórmula 1 (FP1 y FP2). además de la Fórmula 2, Fórmula 3 y Porsche Supercup. |

Anteriores miembros
- Josep Lluís Merlos (2014-2016)
- Joan Villadelprat (2014-2016)
- Jaime Alguersuari (2014)
- María Serrat (2014-2015)
- Dani Clos (2015)
- Roberto Rodríguez (2017)
- Patricia Sánchez (2014-2017)
- Laura Naranjo (2014-2018)